# 峡口镇 (重庆市)

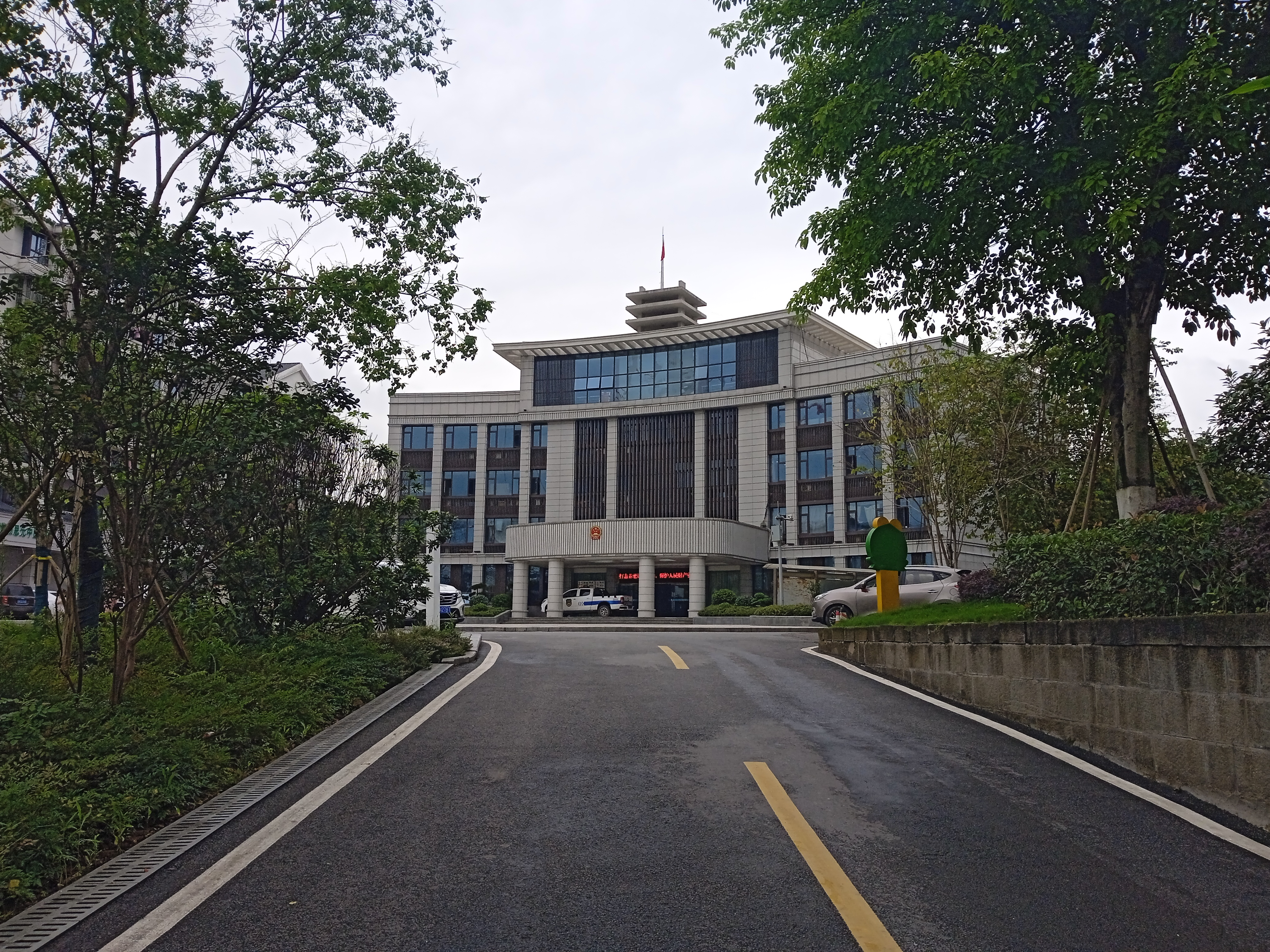
峡口镇政府

峡口镇，是中华人民共和国重庆市南岸区下辖的一个乡镇级行政单位。

## 行政区划
峡口镇下辖以下地区：
大兴场社区、西流村、大石村、大田村、柏林村、大兴村、五星村、上坝村、高峰村和胜利村。